# Pilgramgasse metróállomás
Pilgramgasse egy metróállomás Bécsben a bécsi metró U4-es vonalán, a város 5. kerületében, vagyis Margareten-ben. Szomszédos állomásai Margaretengürtel és Kettenbrückengasse. Az állomás kétvágányos, szélsőperonos és felszíni, a Bécs folyó medrében található.

## Története

### Az U4-es metró állomása
Az állomás 1884-ben épült, majd 1899-ben nyílt meg a gőzüzemű vasút számára, ami a mai metró elődje volt. A gőzvasút 1918-ig használta ezt az állomást, amikor is bezárták, majd 1925-ben nyíl meg újra, és akkor már a régi gőzvasút utódja, az elektromos Stadtbahn használta, annak is a GD viszonylata. 

Az elektromos Stadtbahnt később elkezdték metróvá átalakítani, ezt az állomást 1980-ban érte el a metróvá alakítás, ekkor a Stadtbahn szerepét átvette a U4-es metró.

### Az U2-es metró leendő állomása
Az U5-ös metróprojekt kapcsán a U2-es metrót Rathaus után másik irányba fogják terelni, és többé nem a Karlsplatz lesz a végállomása, az U2-es metró felhagyott szakaszán pedig az új U5-ös metró fog közlekedni. Az U2-es metró az új nyomvonalán az U4-es metrót 2023-tól ennél az állomásnál fogja keresztezni, így Pilgramgasse egy fontos átszállóponttá fog válni. Az U2-es metró az U4-es alatt fog helyet kapni a föld alatt.

## Átszállási kapcsolatok
| U4 (Heiligenstadt ↔ Hütteldorf) |                        |                         |
| Állomás                         | Átszállási kapcsolatok | Fontosabb létesítmények |
| Pilgramgasse                    | 12A, 13A, 14A          |                         |

## Galéria

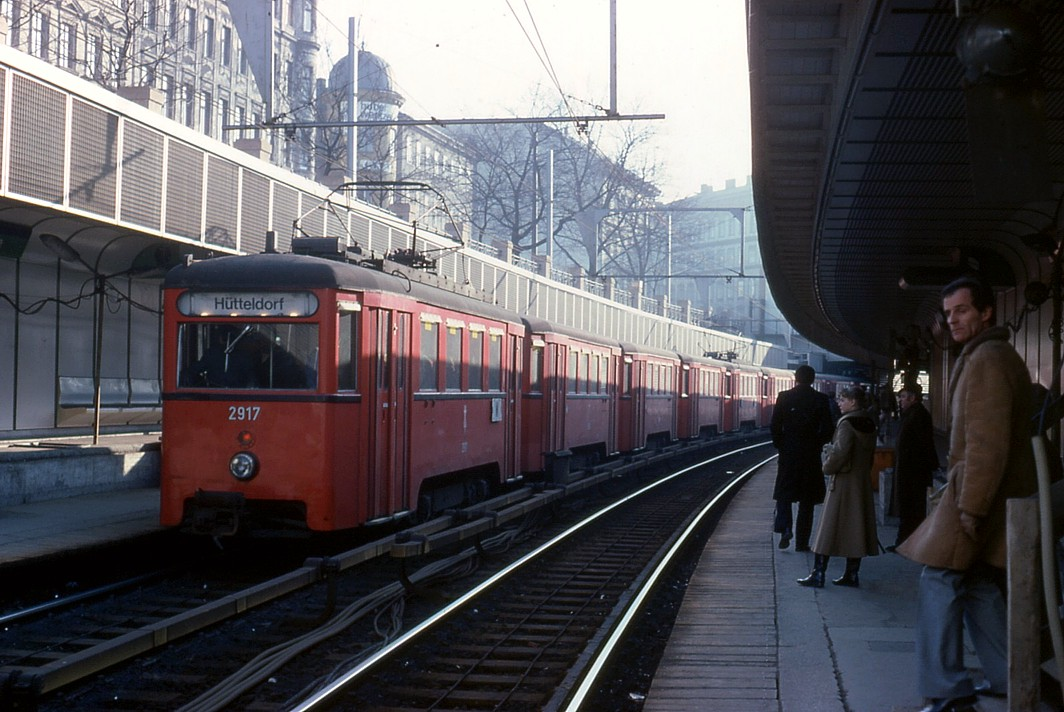
Stadtbahn-szerelvény a mai U4-es metró állomásán
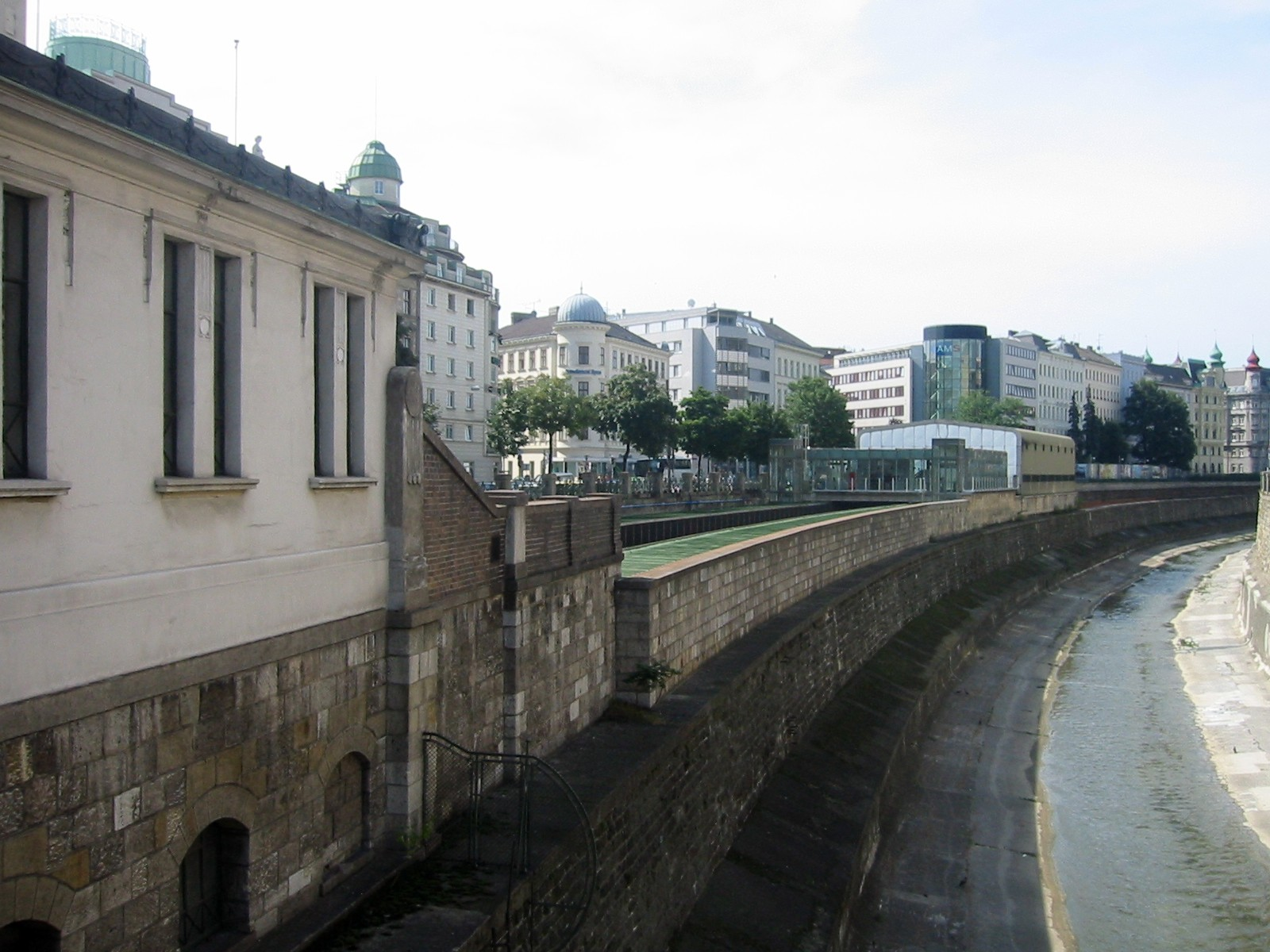
Az állomás mellett folyik a Wien folyó
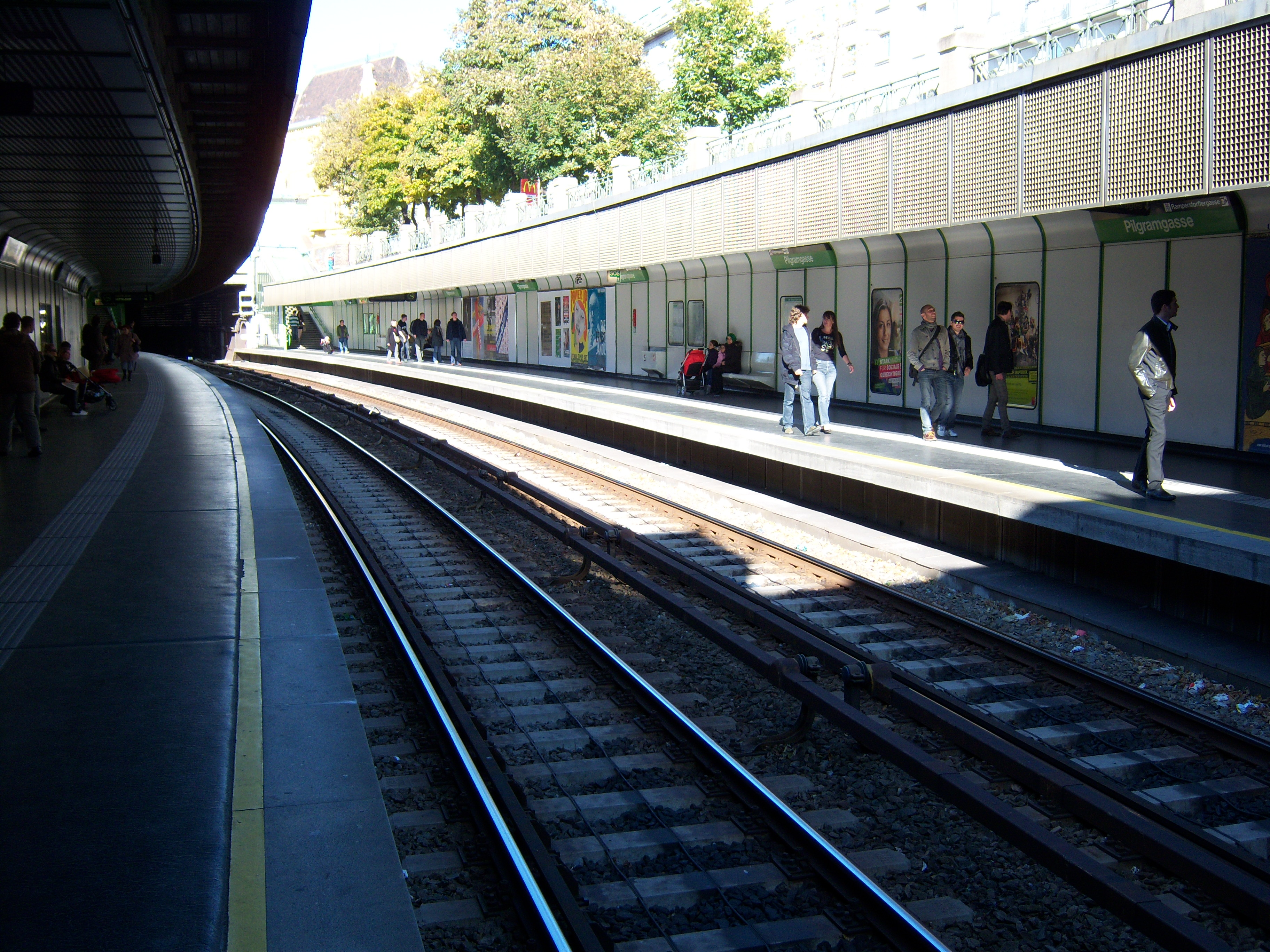
Vágányok
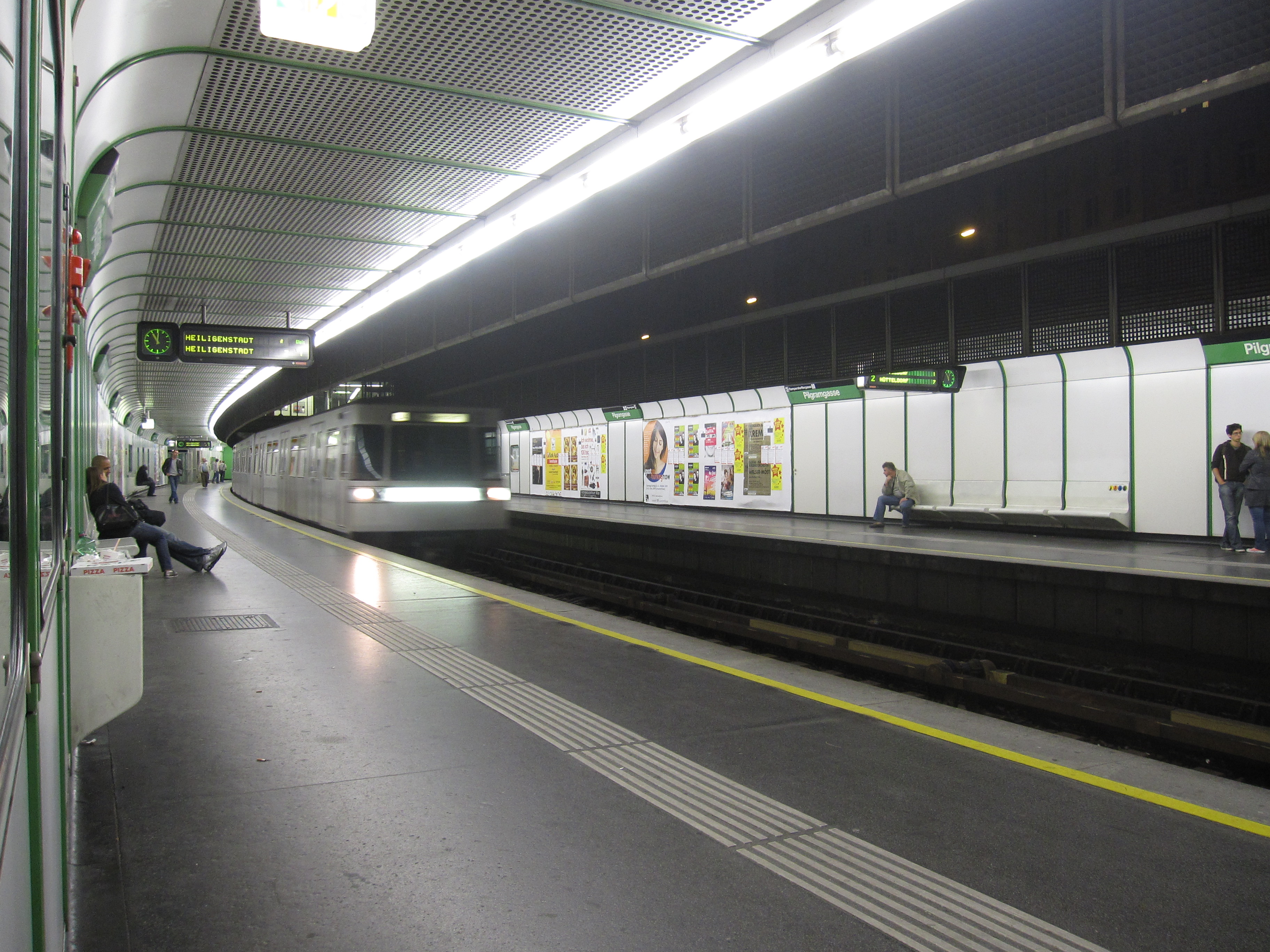
Vágányok